# Jane Hading
Répertoire
- Tosca de Victorien Sardou

Jane Hading (née Alfrédine Jeanne Tréfouret à Marseille le 26 novembre 1859 et morte à Neuilly-sur-Seine le 30 janvier 1941) est une actrice et chanteuse française.

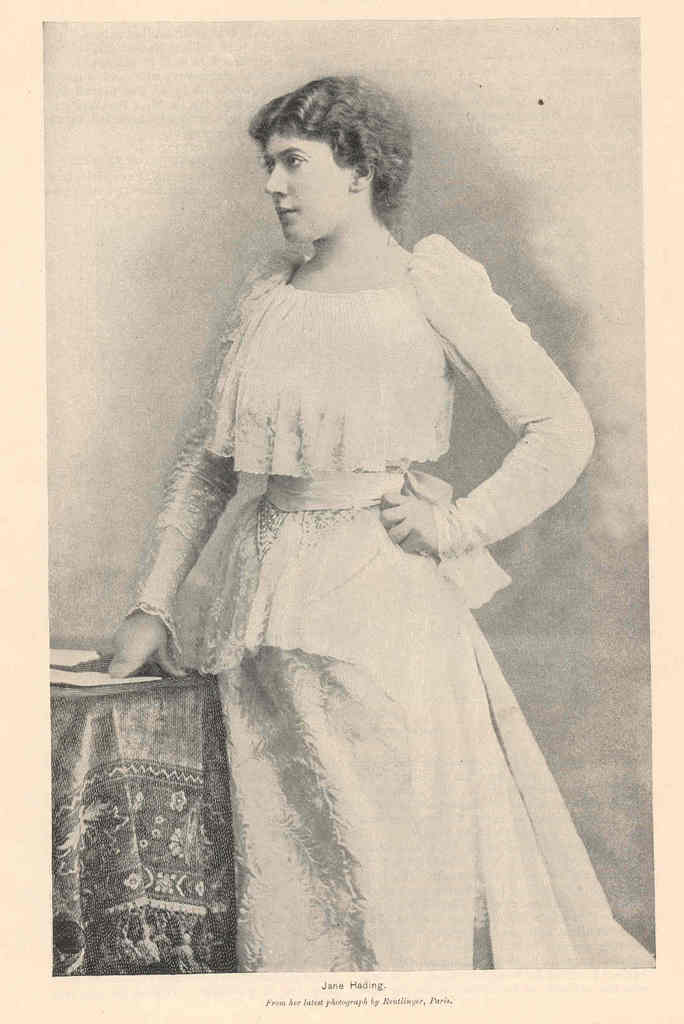
Jane Hading, Munsey's Magazine, 1896.

## Biographie
Fille illégitime qu'Alexandre Hadingue, acteur au théâtre du Gymnase de Marseille, alors marié à l'actrice Rose Montron, eût de Jeanne-Hermance Tréfouret, native de Nîmes, Jane Hading  était la demi-sœur de Clémence Hadingue, institutrice et femme de lettres (pseudo : Daniel Hadson), née le 31 juillet 1842 à Annecy, fille d’Alexandre Hadingue, artiste dramatique, et de Rose Montron, qui épouse Auguste Gaudichot-Masson, dit Michel Masson, auteur dramatique, journaliste et romancier, le 10 avril 1873 à Paris 9e,.
La même année, âgée de 14 ans, Alfredine est engagée au théâtre d'Alger puis à l'opéra khédival du Caire. Jolie brune dotée d'une belle voix, elle se fit remarquer dans des rôles de soubrettes ou d'ingénues. Elle prendra pour nom de scène Jane Hading. De retour à Marseille, elle interprète des opérettes comme Ruy Blas. 
Elle débute à Paris au théâtre du Palais-Royal dans La Chaste Suzanne. En 1883, au Gymnase, Le Maître de forges   lui apporte la célébrité. L'année suivante, elle épouse à Marylebone (Angleterre) Victor Koning, directeur du Gymnase. Ils divorcent en 1887.
1885 semble une année importante pour elle, si l'on en croit Edmond de Goncourt qui, le 20/12/1885, après la création de Sapho, note dans son Journal que « …Hading, qui n'a jamais eu une pareille presse, s'est réveillée, le lendemain, non plus Hading, mais Rachel… » 
Il est vrai que, dans le rôle principal, l'actrice faisait grosse impression, comme le note toujours Goncourt lors d'une répétition (12/12/1885) :
« …Hading, cette actrice que je venais voir avec la prévention d'une actrice d'Ohnet [allusion à la création du Maître de forges, de 1883], joue très intelligemment le rôle de Sapho et même tous les dessous psychiques du rôle, avec le flottement mou et las de son corps, la putinerie de ses regards longs, l'impudence de sa bouche, la canaillerie de ses pensées qu'on sent habiter son front, les chatteries sensuelles de ses gestes, ses demi-asseyements sur une fesse et une jambe repliée pour jouer du piano, ses fumeries de cigarettes à l'instar des lorettes de Gavarni, enfin toute cette mimique d'une fille et jusqu'à la merveilleuse composition de cette toilette de campagne, idéale toilette de cocotte avachie. »
Quelques jours plus tard (18/12/1885), pendant le souper qui suit la première, la comédienne frappera tout aussi vivement l'imagination du vieux littérateur. Il en fait ce portrait : « Cette Hading est vraiment très séduisante. Avec sa luxuriance de cheveux potassés, semblables aux cheveux mordorés des courtisanes du XVIe siècle, avec sa blancheur de peau toute particulière et qui me rappelle la blancheur de la gorge de la maîtresse du Titien dans son célèbre portrait. Avec ces regards coulant dans les coins des yeux, avec l'ombre fauve de la cernure de ses yeux et du tour de la bouche, avec son petit front et son nez droit, elle me rappelle beaucoup ces bustes gallo-romains du musée d'Arles où, dans le pur type grec, s'est glissée la modernité un peu canaille du physique marseillais. »
On ne peut se défendre de l'impression que ce beau portrait, ainsi que tout ce que Goncourt rapporte de cet événement, marqué pour lui par la découverte de la sublime actrice (la jalousie de Koning, le mari, pendant les répétitions, une entrevue seul à seule en coulisse d'Alphonse Daudet et de Jane, au bord de l'effusion sentimentale), a été l'intertexte de l'évocation qu'à son tour fera d'elle en 1928, Léon Daudet dans une page entière de son Paris Vécu (Rive droite, III, p. 959-960), dans ces mêmes circonstances — sorte de condensé des données fournies par Goncourt : 
« …une des plus belles Vénus du Titien, à la chevelure « auburn », à la peau ambrée, une Marseillaise parfaite (c'est tout dire !) »
Désireux de fournir, lui aussi, une anecdote sur l'atmosphère érotisante qui enveloppa les répétitions de Sapho, Léon Daudet nous apprend que Jane Hading fut l'occasion d'une remarque taquine du père au fils Daudet, celui-là ayant deviné la passion toute platonique de celui-ci pour la belle actrice : Alphonse dit à Léon, tout en l'observant derrière les volutes de sa pipe, qu'il a eu l'occasion de voir le genou de la jeune femme :
« Mme Hading ne jouera pas ce soir. Elle est tombée sur le genou, et elle m'a montré, devant Koning furibond, bien entendu, ce genou un peu cendré par la chute, vraiment exquis, un genou de Catulle ou de Théocrite. »
Accessoirement, Léon Daudet nous apprend qu'elle vivait alors  « tout au bout du boulevard Malesherbes » avec son mari.
Mais la « grande » littérature ne suffit pas à nourrir les acteurs, et en 1887, Jane retourne à Georges Ohnet (l'écrivain à succès de l'époque, qui fait contre lui l'unanimité, de Daudet à Bloy), avec La Comtesse Sarah. Jugement d'Alphonse Daudet, toujours dans le Journal d'Edmond de Goncourt (16/01/1887) : « …si Hading continue à jouer des pièces comme cela, des pièces où elle ne peut pas un moment s'appuyer sur la vérité, elle n'aura bientôt plus de talent. ». Elle y retournera encore en 1906, avec Serge Panine.
En 1888, elle entame une carrière internationale qui la mène en Amérique aux côtés de Benoît-Constant Coquelin (1841-1909) et la rendra célèbre, non seulement dans son pays natal, mais aussi aux États-Unis et en Angleterre.
Le 10 mars 1894, Alphonse Allais publie, en écorchant son nom, Une lettre de Jane Harding (avec un -r-) dans  le Journal ; qu'il s'agisse d'elle, et donc d'une coquille quant à son nom, est prouvé par une Petite correspondance ultérieure (15/04/1894), dans le même organe, où il se livre aux jeux de mots : « Jane à Digne […] Jane à Ding ». Que les gens hésitassent sur la prononciation de ce nom qui sonne vaguement anglais est confirmé par Léon Daudet, dans le même passage, où il fait dire à son patron de l'Hôtel-Dieu (du temps de ses études de médecine), le chirurgien Tilliaux : « Ne pourrais-je voir {{Mme|Nadinge}} dans cette pièce de votre père dont tout le monde parle ?  ».  Cette anecdote semble encore un ressouvenir de Goncourt, lequel note, à la date du 20/12/1885, ce trait rapporté par Alphonse Daudet, qu'il prête à Foyot, autre médecin de l'Hôtel-Dieu : « À ce qu'il paraît, cette  Maningue a un grand talent. » Quoi qu'il en soit, il semble évident qu'à cette époque, bien des gens, voyant un nom en -ing, avaient tendance à le prononcer à la française, en -ingue…
Allais la donne, en 1894, comme « pensionnaire de l'Opéra-Comique ». Or, cette même année (18/10/1894), Goncourt, qui aurait —vainement — voulu son concours pour une reprise de la version dramatique de La Faustin, la donne comme étant du Théâtre-Français… Il se peut que, de mars à octobre, Hading ait fait la translation d'un théâtre à l'autre (on sait l'exclusivité que comportait alors un engagement à la Comédie Française) ; quant à sa présence sur la scène de l'un ou l'autre des deux théâtres, la chronologie est pour l'instant muette sur cette année 1894.
La lettre de Jane "Harding" (le biographe d'Allais, François Caradec, reproduira ce nom sous cette forme fautive, sans doute par fidélité au texte allaisien, bien qu'il reconnaisse, p. 347, que son nom  « a été écorché par les typos ») est pleine de fantaisie et révèle une culture mythologique très documentée (pour la circonstance, sans doute) auprès de la science allemande contemporaine ; il s'agit d'appuyer les « recherches » d'Allais sur la vélo à travers les âges, par une analyse vélocipédique, entre autres, du mythe de la roue de la Fortune et de celle d'Ixion…
Jane Hading meurt en 1941, à l'âge de 81 ans, à Neuilly-sur-Seine (Hauts-de-Seine). Elle y avait acquis une propriété, boulevard d'Inkermann.

## Théâtre

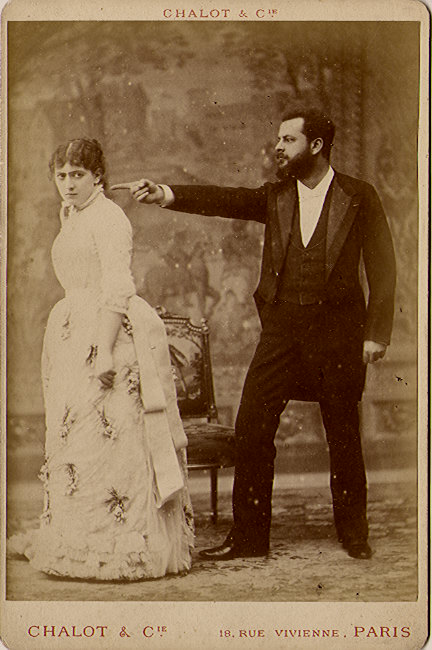
Jane Hading et Jacques Damala dans Le Maître de forges, v. 1883.

- 1877 (04/07) La Chaste Suzanne (Ferrier), théâtre du Palais-Royal
- 1878 (18/12) : Tant plus ça change (Gondinet, Véron), théâtre du Palais-Royal
- 1879 (20/02) : Héloïse et Abélard, opérette (Clairville, Busnach / Litolff), théâtre de la Renaissance
- 1879 : Une éducation manquée, opérette (Chabrier)
- 1879 (28/10) La Jolie Persane, opéra comique (Leterrier, vanloo / Lecoq), théâtre de la Renaissance
- 1880 30/10) : Belle-Lurette, opéra comique (Offenbach-Delibes), théâtre de la Renaissance
- 1883 (19/10) : Autour du mariage (Gyp, Crémieux), théâtre du Gymnase
- 1883 (15/12) : Le Maître de forges (Ohnet), théâtre du Gymnase
- 1885 (28/02) : Le Prince Zilah (Claretie), théâtre du Gymnase
- 1885 (18/12) : Sapho (Daudet, Belot), théâtre du Gymnase
- 1887 (15/01) : La Comtesse Sarah (Ohnet), théâtre du Gymnase
- 1890 (15/10) : Le député Leveau (Lemaître), Vaudeville
- 1891 : L'Impératrice Faustine de Stanislas Rzewuski, théâtre de la Porte-Saint-Martin
- 1892 (01/06) : Le prince d'Aurec (Lavedan), Vaudeville
- 1895 (21/05) : Les Demi-Vierges (Prévost), théâtre du Gymnase
- 1895 (21/12) : Marcelle (Sardou), théâtre du Gymnase
- 1897 : La Montagne enchantée d'Émile Moreau et Albert Carré, musique André Messager et Xavier Leroux, théâtre de la Porte-Saint-Martin
- 1900 (29/09) : Les Demi-Vierges (reprise), théâtre de l'Athénée
- 1901 (13/01) : La Pompadour (Bergerat), théâtre de la Porte-Saint-Martin
- 1901 (22/04) : Le Vertige (Michel Provins), théâtre de l'Athénée
- 1902 (25/10) : La Châtelaine d'Alfred Capus, mise en scène Firmin Gémier, théâtre de la Renaissance
- 1906 09:01) : Serge Panine (Ohnet), théâtre de la Gaîté
- 1906 (09/03) : L'Attentat (Capus, Descaves), théâtre de la Gaîté
- 1908 (24/04) : L'Alibi de Gabriel Trarieux, théâtre de l'Odéon
- 1908 (15/12) : La Femme X… (Alexandre Bisson), théâtre de la Porte-saint-Martin
- 1911 (06/10) : La Femme nue (Henry Bataille), théâtre de la Porte-Saint-Martin
- 1912 : La Crise de Paul Bourget et André Beaunier, théâtre de la Porte-Saint-Martin
- 1913 (08/02) : La Chicane du Roi (Lavedan), théâtre Sarah-Bernhardt

## Galerie

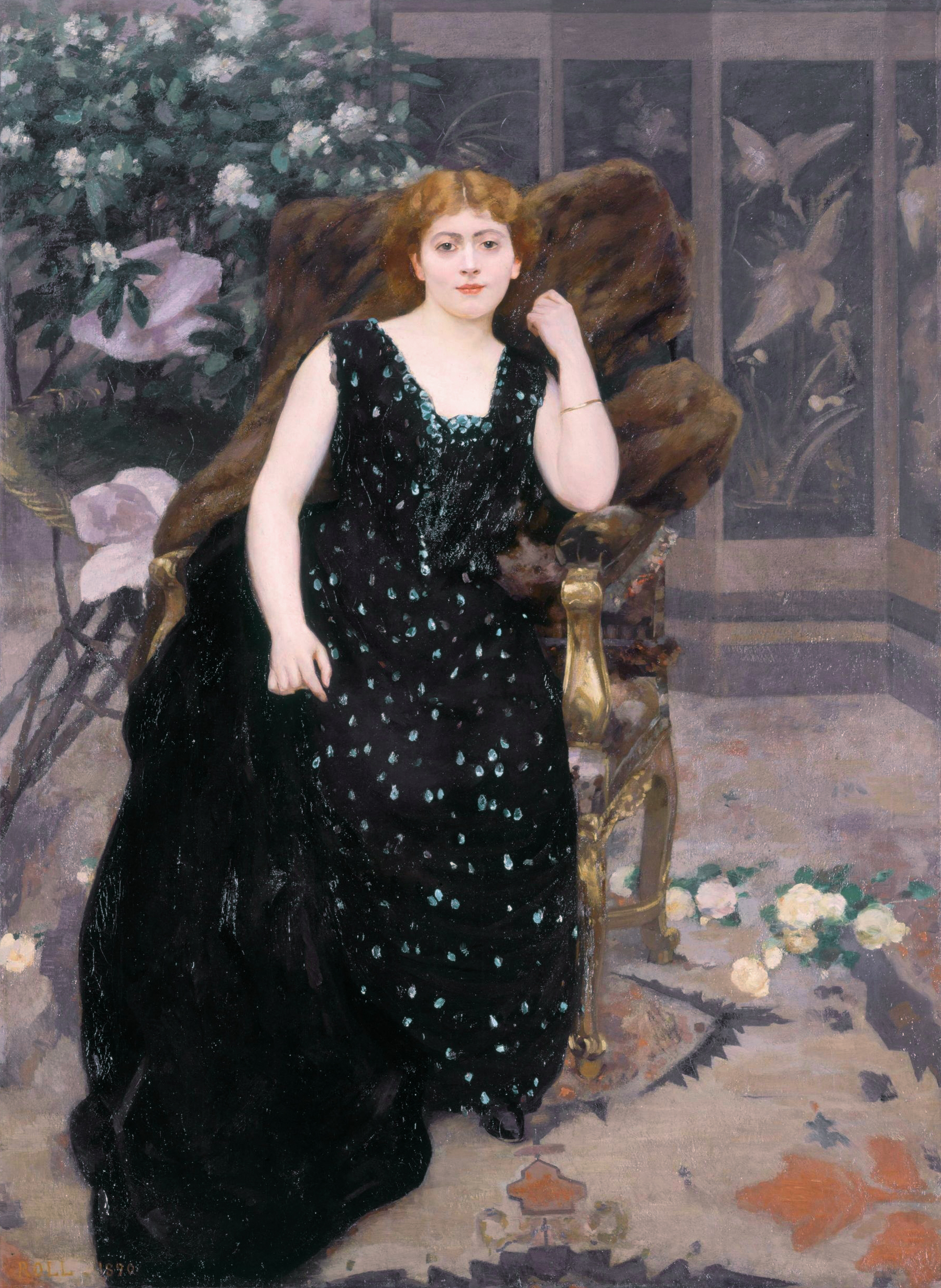
Alfred Roll, Jane Hading, Petit Palais, 1890.
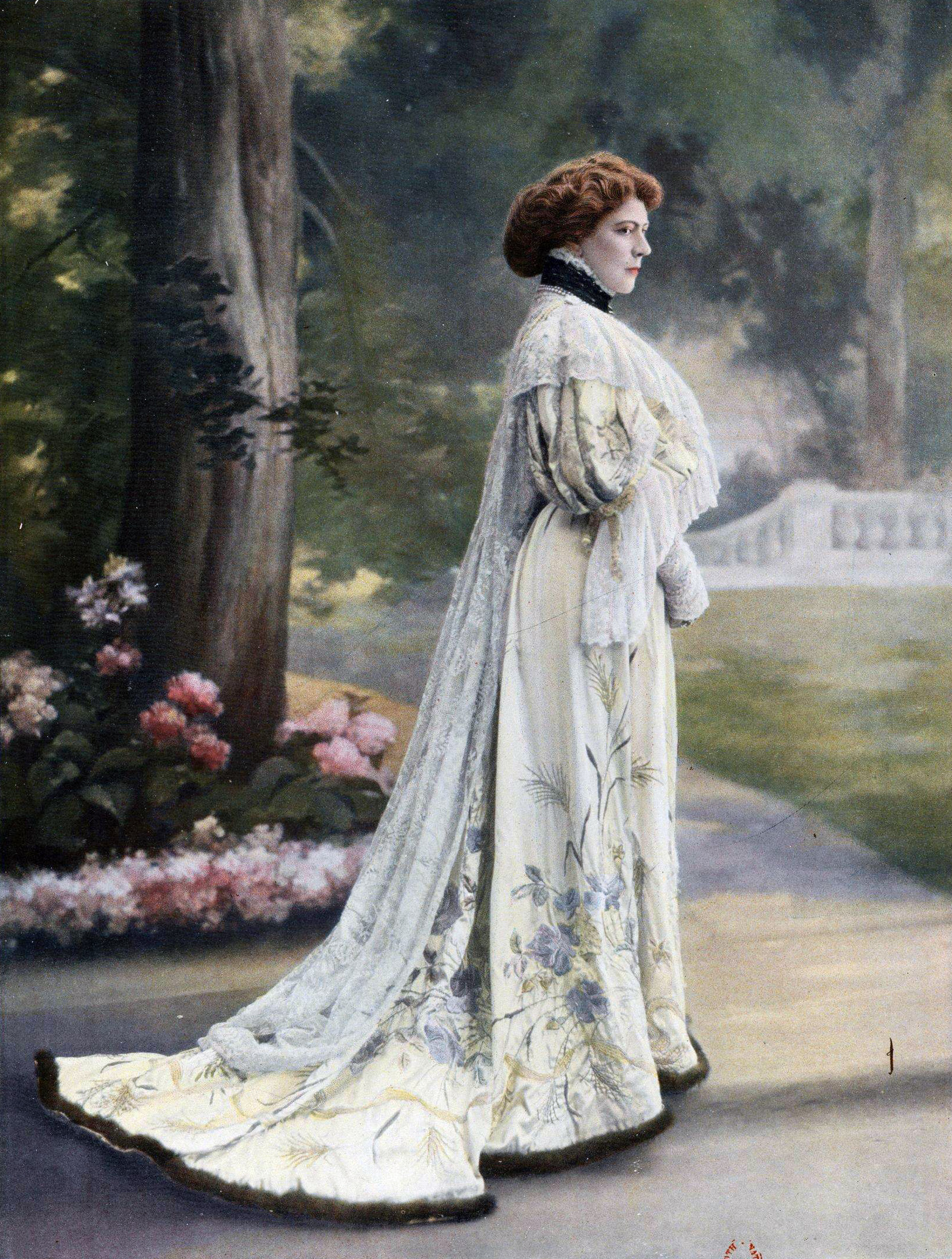
Dans Serge Panine au théâtre de la Gaîté en 1906, toilette de Redfern.
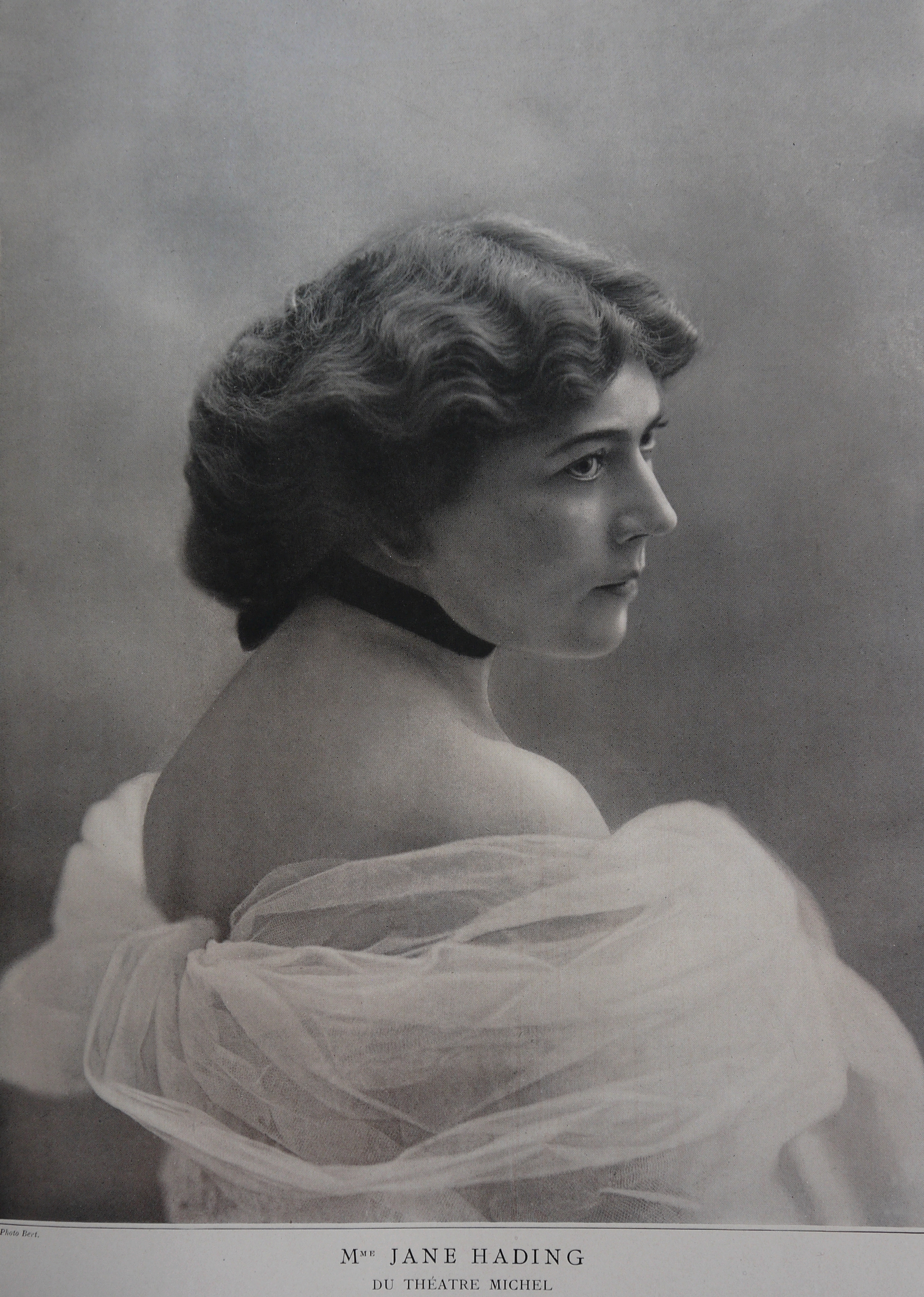
Jane Hading, revue Le Théâtre (décembre 1910)